# Tammy Lynn Michaels
Tammy Lynn Michaels (nacida Tammy Lynn Doring el 26 de noviembre de 1974 en Lafayette, Indiana), también conocida por el apellido Etheridge tras casarse con Melissa Etheridge, es una actriz estadounidense.
Michaels fue miembro habitual del reparto del programa Popular en la cadena Warner Brothers y estrella invitada en el drama de Showtime The L Word.

## Biografía
La pasión de Michaels por el arte dramático surgió en la escuela secundaria y después de graduarse se mudó a Nueva York para darle riendas. Asistió a la AMDA durante tres semestres, pero sufrió una lesión en la pierna y se retiró de la escuela antes de graduarse. Mientras trabajaba como camarera en un restaurante fue descubierta por Alayne Skylar, un cazatalentos.
Después de mudarse a Los Ángeles, Michaels consiguió el papel de Nicole Julian en Popular.
En 2002, Michaels participó como estrella invitada en el programa That '80s Show de la Fox, seguido de una aparición especial en el año 2004 en The L Word. En 2005, interpretó el personaje de Tess en la serie de la NBC Comprometidos .
En 2003, Michaels hizo el papel de Max en el corto película DEBS. La película recibió varios premios y más tarde dio lugar a un largometraje del mismo nombre estrenado en 2004. Sin embargo, la mayor parte de las actrices del DEBS original fueron reemplazadas en la versión ampliada, incluida Michaels.

## Vida personal
Michaels es abiertamente gay y una conocida figura lesbiana. Se casó con la cantante Melissa Etheridge el 20 de septiembre de 2003. En abril de 2006, la pareja anunció que Michaels estaba embarazada de gemelos. Michaels dio a luz a su hija Johnnie Rose y a su hijo Steven Miller el 17 de octubre de 2006. Además, tiene dos hijastros, nacidos de la expareja de Etheridge, Julie Cypher, durante la relación entre ambas: Bailey y Beckett.
Desde 2005, Michaels publica un weblog en el que habla de política, eventos actuales y vida personal. 
El 15 de abril de 2010, Melissa Etheridge y Tammy confirmaron que habían puesto fin a su relación de casi nueve años.

## Filmografía

### Televisión
| Año                  | Serie                                 | Rol                  | Notas                  |
| -------------------- | ------------------------------------- | -------------------- | ---------------------- |
| 1999                 | Popular                               | Nicole Julian        | Episodio: 43 episodios |
| 2000                 | Popular                               | Nicole Julian        | Episodio: 43 episodios |
| 2000                 | Popular                               | Ella Misma           | Episodio:              |
| 2001                 | Popular                               | Nicole Julian        | Episodio: 43 episodios |
| 2001                 | The Test                              | Ella Misma           | Episodio: 1 episodio   |
| 2002                 | The'80 Show                           | Patty                | Episodio: 3 episodios  |
| 2004                 | The L Word                            | Lacey Hathaway       | Episodio: 4 episodios  |
| 2005                 | Commited                              | Tess                 | Episodio: 12 episodios |
| \| KTLA Morning News | Ella Misma                            | Episodio: 1 episodio |                        |
| 2005                 | Popular                               | Nicole Julian        | Episodio: 43 episodios |
| 2006                 | Celebrity Weddings: In Style          | Ella Misma           | Episodio: 1 episodio   |
| 2007                 | E! Live From The Red Carpet           | Ella Misma           | Episodio: 1 episodio   |
| 2009                 | Kathy Griffin: Muy life on the D-List | Ella Misma           | Episodio: 1 episodio   |

### Cine
|2003
| D.E.B.S.
| Max
| 
|-